# Nesithmysus bridwelli
Nesithmysus bridwelli là một loài bọ cánh cứng trong họ Cerambycidae.